# Koninkrijk Kandy
Kandy was een koninkrijk op Ceylon van 1521 tot en met 1815. 

## Kandy
De hoofdstad Kandy van het koninkrijk Kandy ligt 488 meter boven de zeespiegel en werd gesticht door Bhuvanaikabahu VI, die er van 1470-1478 heerste. Hij werd in 1480 opgevolgd door Parakramabahu VII. Deze werd vier jaar later al opgevolgd door Parakramabahu VIII (1484-1508). Kandy was oorspronkelijk een vazalstaat van het koninkrijk Kotte, maar wist in de 16e eeuw onafhankelijkheid te verwerven. Bhuvanaikabahu VII stuurde in 1540 een ambassadeur naar Lissabon, een reis die zeven maanden duurde. Hij werd door de Portugezen vermoord, waarna zij zijn kleinzoon Dharmapala, die inmiddels katholiek was geworden en met een Portugese vrouw was getrouwd, op de troon zetten. Dharmapala (1551-1597) vermaakte per testament zijn koninkrijk in 1580 aan Portugal.

## Van Spilbergen

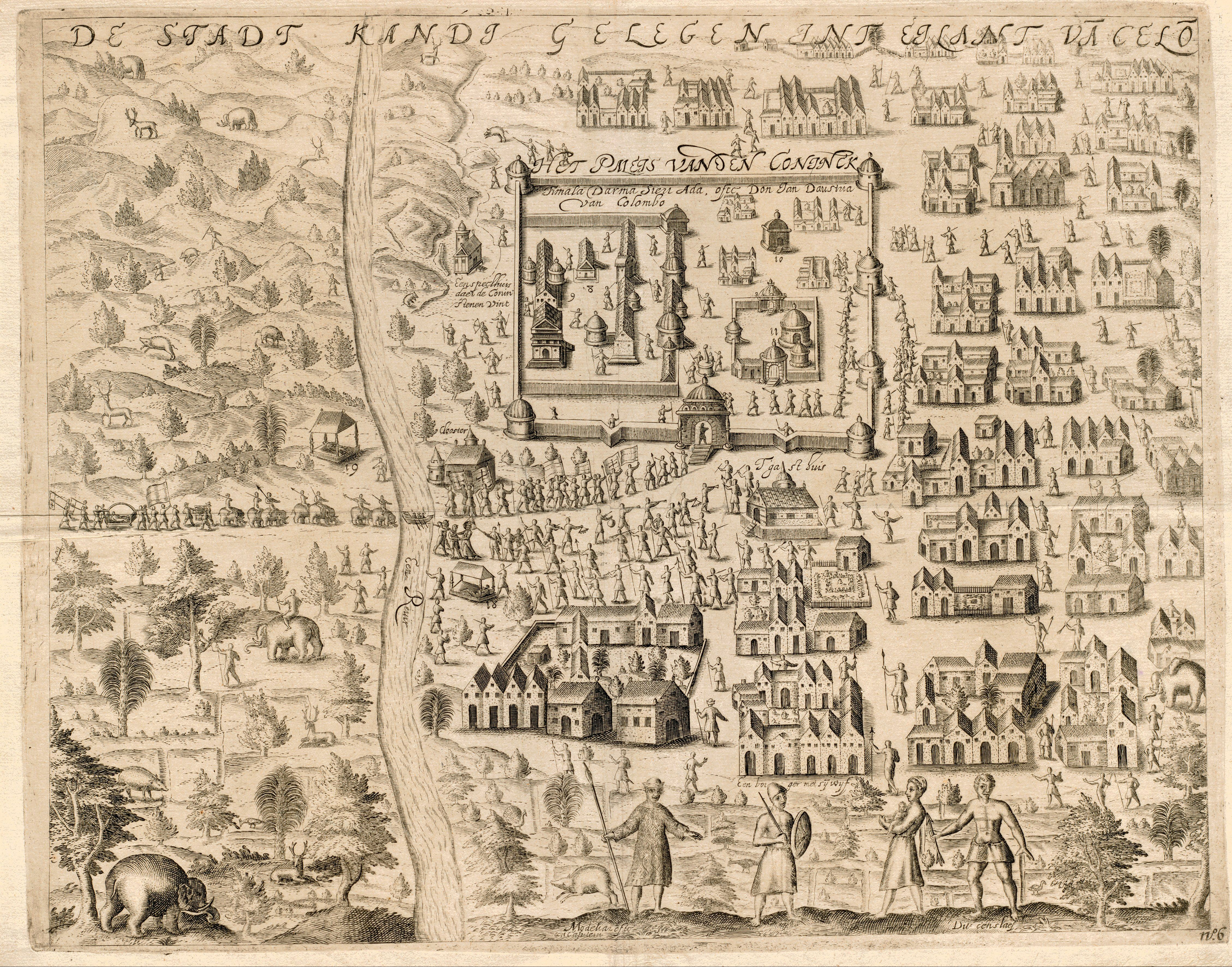
Aankomst van Van Spilbergen in Kandy

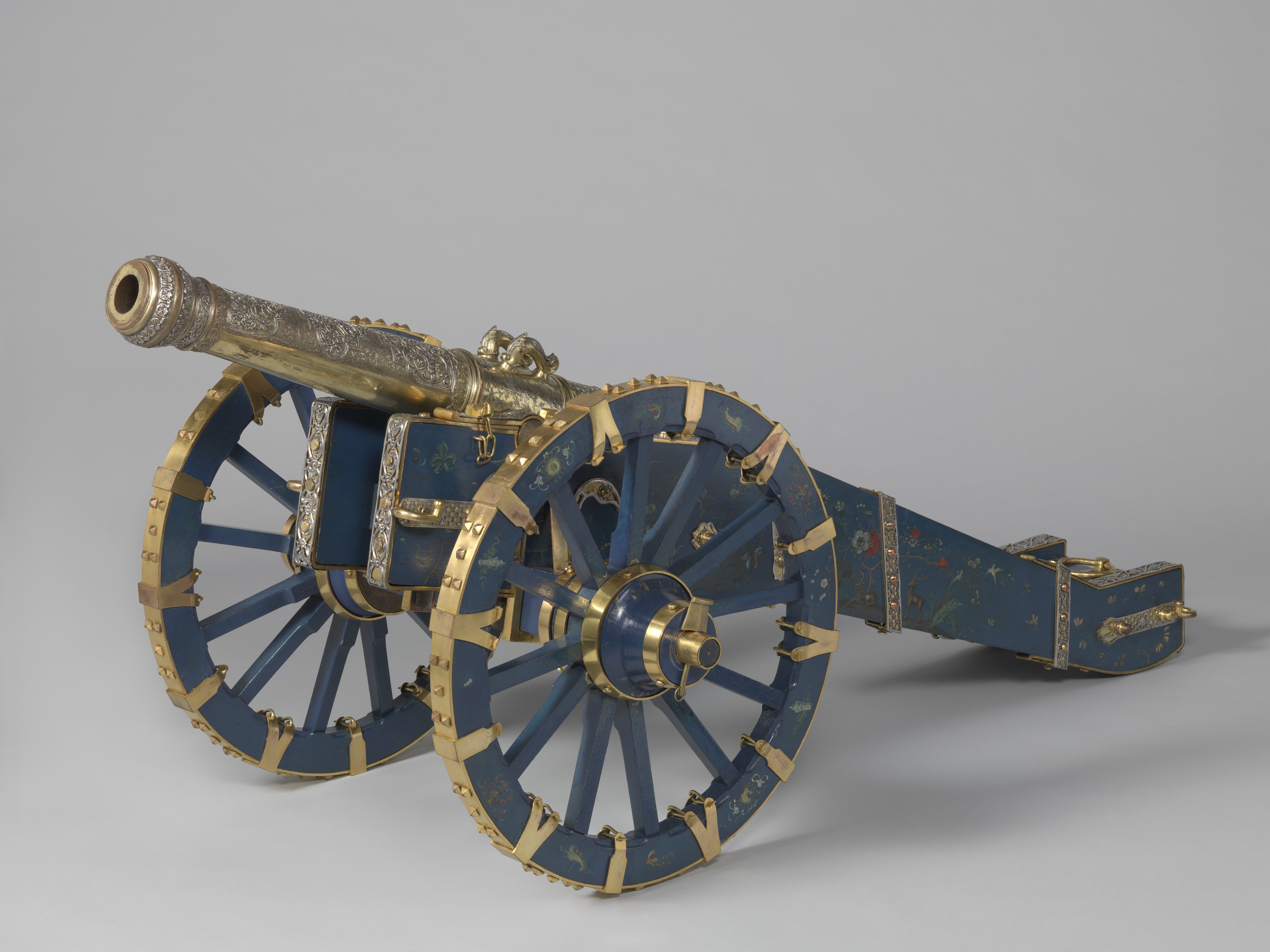
Het buitgemaakte kanon in het Rijksmuseum te Amsterdam

In 1602 kwam Joris van Spilbergen met het eerste schip uit wat nu Nederland is op Ceylon aan en ging met Vimala Dharma Suriya I, de vorst van Kandy, handelsbetrekkingen aan. Ook vroeg de vorst hem om hulp in de strijd tegen de Portugezen. De opvarenden Hans Rempel, een wondheler, en Erasmus Martsberger, een muzikant, werden op het eiland achtergelaten. Volgens Van Spilbergen zou Martsberger nog voor zijn vertrek uit Ceylon zijn aangesteld als de secretaris van de koning van Kandy. Een van Martsbergers taken zou zijn om de koning Nederlands te leren en te bewegen het protestantse geloof aan te nemen.
Een jaar later probeerde Sebald de Weert aan het contact een vervolg te geven maar dat liep uit op onenigheid en de moord op De Weert en een deel van zijn metgezellen. Pas in 1636 vroeg de vorst van Kandy, inmiddels Raja Singha II, de Hollanders opnieuw om de Portugezen van het eiland te verjagen, in ruil voor het monopolie in de handel in kaneel. Ruim twintig jaar later, met de verovering van de laatste twee Portugese forten van Colombo (1656) en Jaffna (1658) waren de laatste Portugezen verdreven en begon een lange periode van bondgenootschap afgewisseld met strijd tussen Kandy en de Verenigde Oostindische Compagnie. Bij de verovering van Kandy in 1765 werden meerdere dure voorwerpen buitgemaakt. Een daarvan was een bronzen sierkanonnetje, dat uiteindelijk in handen kwam van de Nederlandse staat. In juli 2023 werd door de Nederlandse staat besloten het kanonnetje en andere buitgemaakte voorwerpen in oktober dat jaar terug te geven aan Sri Lanka.

## Britse verovering
In 1796 werd Ceylon veroverd door de Britten, die er in 1802 een kroonkolonie van maakten. Begin negentiende eeuw werd het koninkrijk door hen opgeheven.

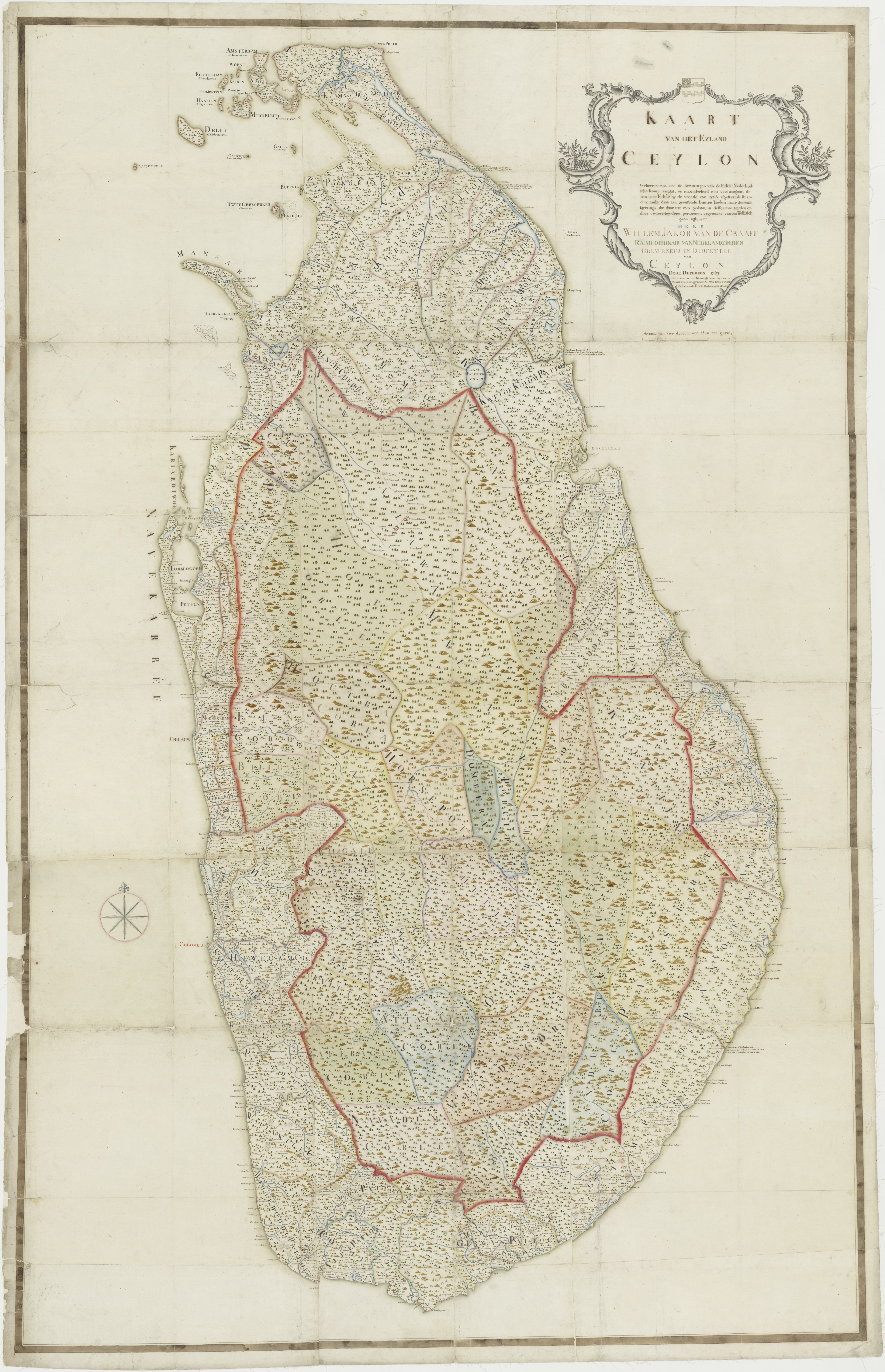
Kaart van het eiland Ceylon na de soevereine overdracht in 1766 van alle kustgebieden aan de VOC door het Koninkrijk Kandy. Alles binnen de rode lijn behoorde aan Kandy toe, erbuiten aan de VOC. (Jean du Perron, 1789) (collectie Nationaal Archief, 's-Gravenhage)

## Koningen van Kandy
- Bhuvanaikabahu VI 1470-1478, stichter van Kandy.
- Parakramabahu VII 1480
- Parakramabahu VIII 1484-1508
- Bhuvanaikabahu VII (vermoord door de Portugezen)
- Dharmapala 1551-1597
- Vimala Dharma Surya I 1590
- Senarat 1604
- Rajasinha II 1629
- Vimala Dharma Surya II 1687
- Narendra Sinha 1707
- Vijaya Rajasinha 1739
- Kirtisri 1747
- Rajadhirarajasinha 1781
- Sri Vikrama Rajasinha 1798